# Un étrange voyage
Un étrange voyage är en fransk dramafilm från 1981 i regi av Alain Cavalier.

## Utmärkelser
Filmen vann Louis Delluc-priset 1980.

## Rollista i urval
- Jean Rochefort - Pierre
- Camille de Casabianca - Amélie
- Arlette Bonnard - Claire
- Dominique Besnehard - Marc
- Hubert Saint-Macary - utredaren
- François Berléand - vittnet